# Asedio de Saná (1967-1968)
El asedio de Saná fue un enfrentamiento militar que tuvo lugar entre diciembre de 1967 y febrero de 1968. Ocurrió en el contexto de la guerra civil de Yemen del Norte y terminó en el fracaso de los realistas de recuperar la capital. Para los republicanos significó la conservación del centro de poder nacional y el empezar a ganar, gradualmente, el reconocimiento internacional como gobierno legítimo del país.

## Antecedentes
En junio de 1967, después de la derrota en la Guerra de los Seis Días, las últimas fuerzas egipcias se retiraron de Yemen del Norte, debilitando al gobierno republicano. Así, paraban sus bombardeos aéreos contra las bases y campos de entrenamientos monárquicos ocultos en el interior de Arabia Saudita, donde vivían y eran armados y entrenados miles de yemeníes.
El 5 de noviembre los disidentes yemeníes, apoyados por contingentes tribales republicanos convocados en Saná, entraron con 4 tanques a las calles de la ciudad, tomaron el palacio presidencial y anunciaron por la estación de radio gubernamental que el presidente Abdullah al-Sallal había sido removido «todas las posiciones de autoridad»; no hubo oposición. En Bagdad, Sallal solicitó asilo político y dijo que «todo revolucionario debe anticipar obstáculos y situaciones difíciles». El nuevo gobierno republicano estaba encabezado por Abdul Rahman Iryani, Mohamed Ali Uthman y Ahmed Noman, sin embargo, este último permaneció en Beirut, dudando por la renuencia de sus colegas a negociar con la familia real Hamidaddin, prefiriendo expulsarlos. El 23 de noviembre renunció y fue reemplazado por Hassan Amri. El primer ministro fue Mohsin Ahmad al-Aini.

## Asedio
El triunvirato propuso negociaciones de paz a los rebeldes monárquicos, pero el comandante militar en terreno de estos, el príncipe Mohamed bin Hussein, vio esto como una señal de debilidad y decidió avanzar a la capital a pesar de que el jefe nominal de los realistas, el imán Muhammed al Badr, intentó una tregua para conversar. Debe mencionarse que anteriormente el joven príncipe le había jurado lealtad al imán por presión de sus jeques.
El príncipe le dijo a los jeques tribales del país: «Tenemos dinero, y usted tendrá su parte si se une a nosotros. Si no, continuaremos sin usted». Estos acordaron movilizar a sus guerreros, conocidos como «los rifles de combate», procediendo a rodear Saná, capturar su aeropuerto y cortar la autopista al puerto de Al Hudayda, ruta principal de entrada de los suministros soviéticos. La capital tenía en esa época 89.000 habitantes y dicho puerto, segunda ciudad del país, 50.000. En una batalla a diecinueve kilómetros al este de la capital, 3.200 soldados de ambos bandos fueron asesinados y, según los informes, un regimiento republicano completo habría desertado. El príncipe le dio un ultimátum a los defensores: «Entreguen la ciudad o sean aniquilados».
Las fuerzas realistas se conformaban principalmente por guerreros tribales irregulares que deseaban volver a sus casas al encontrar seria resistencia, unos pocos miles de soldados profesionales y cientos de mercenarios europeos. En cambio, los defensores republicanos, muy inferiores en número, tuvieron que formar milicias de ciudadanos llamadas Frente de Resistencia Popular (inglés: Popular Resistance Front, PRF), muy numerosas porque los habitantes de la capital temían sufrir un saqueo si eran vencidos, y recibieron centenares de refuerzos de la guerra independentista del sur yemení, Frente de Liberación Nacional (inglés: National Liberation Front, NLF) entrenados y aprovisionados en Al Hudayda.
Iryani fue a El Cairo para «un chequeo médico» según la prensa oficial egipcia. El ministro de Relaciones Exteriores, Hassan Macki, también abandonó el país, dejando el gobierno en manos de Amri, quien declaró un toque de queda y ordenó a los civiles formar milicias «para defender la república». En la Plaza de la Liberación, 6 presuntos realistas infiltrados fueron fusilados públicamente por un pelotón y sus cuerpos colgados en postes. Afortunadamente para los defensores, en diciembre se produjo el Ramadán, fiesta sagrada musulmana que impidió lanzar nuevos asaltos.
Los republicanos se jactaban de poseer una nueva fuerza aérea, mientras los realistas afirmaron haber derribado a un caza MiG-17 con un piloto ruso. El departamento de Estado de los Estados Unidos dijo que estas afirmaciones, así como los informes de 24 MiG y 40 técnicos y pilotos soviéticos llegados a Yemen, eran correctos. En enero, el gobierno republicano seguía defendiendo Saná con 2.000 partidarios y guerreros de tribus aliadas, además de ciudadanos armados, unos 10 tanques y 20 o más aviones de combate piloteados por rusos o yemeníes que habían aprobado un curso intensivo en la Unión Soviética. Sin embargo, estudios posteriores indican que se trataba de aviones y pilotos sirios con armamento ruso. La ciudad aún podía alimentarse del campo inmediatamente circundante y entre 4.000 y 5.000 realistas habían caído ante el poderío aéreo republicano, pero aún conservaban los terrenos elevados. Sin embargo, carecían de suficiente munición porque los sauditas detuvieron la entrega de armas después del Acuerdo de Jartum y dejaron de financiarlos desde diciembre de 1967.

## Consecuencias
El 8 de febrero de 1968 una columna republicana salida del puerto llegó a la capital, rompió las líneas de asedio y capturó el tesoro del ejército monárquico. Sin dinero para pagar a sus tropas, los realistas iniciaron la retirada general con sus fuerzas desmoralizadas por los ataques aéreos. Con esta victoria, los republicanos dieron por prácticamente ganada la guerra.
Mientras tanto, los británicos se retiraron de la Federación de Arabia del Sur, que eventualmente formó Yemen del Sur. En octubre el principal comandante realista, general Qassem Ben Monasser, desertó para el otro bando y muy pronto las villas en poder rebelde cayeron en manos del gobierno republicano. A la vez, las autoridades del Norte y Sur de Yemen iniciaron operaciones conjuntas contra los reductos monárquicos en su frontera compartida.
Los realistas siguieron activos hasta 1970, aunque las negociaciones comenzaron mientras la lucha seguía. En palabras del ministro Macki: «Mejor años de conversación que un día de lucha». Los sauditas le dieron a la república una subvención de US$20 millones, que luego se repitió de manera intermitente, y los jeques yemeníes recibieron estipendios sauditas.